# Nongoma Local Municipality
Nongoma (englisch Nongoma Local Municipality) ist eine Lokalgemeinde im Distrikt Zululand der südafrikanischen Provinz KwaZulu-Natal. Der Verwaltungssitz der Gemeinde befindet sich in Nongoma. Bürgermeister ist M. A. Mncwango.
Der Name der Gemeinde kommt vom Namen des Kraals Zwides, dem Herrscher der Ndwandwe zur Zeit Shakas. Das Grab von Inkosi Zwide befindet sich im Zentrum des Hauptortes.
Der Zulukönig Misuzulu Zulu und die Königsfamilie wohnen in Nongoma.

## Geografie
Nongoma ist die zweitgrößte Gemeinde (nach Einwohnerzahlen und Fläche) des Distrikts Zululand. Sie liegt im Osten des Distrikts und im Norden KwaZulu-Natals. Die Gemeinde besteht zu über 98 Prozent aus ländlichem Gebiet.

## Orte und Städte und Orte
| - Bambelentulo - Bululwane - Ivuna - Kuvukeni - KwaHolinyoka - KwaLindizwe - KwaMajomela - KwaNjoko | - KwaYiphethe - Mahashem - Manqashi - Maphophoma - Mvulazi - Nhlophenkulu - Nongoma - Qongqo | - Sidinsi - Siwela - Thokazi |

## Bevölkerung
Im Jahr 2011 hatte die Gemeinde 194.908 Einwohner auf einer Fläche von 2182 Quadratkilometern. Davon waren 99,5 % schwarz. Erstsprache war zu 95,7 % isiZulu, zu 1 % isiNdebele und zu 0,9 % Englisch.

## Wirtschaft
Die Landwirtschaft ist der wichtigste Wirtschaftszweig in der Region. Der Entwicklungsbedarf ist jedoch so groß, dass entsprechende Projekte beim Provinzministerium (KZN Department of Agriculture and Environmental Affairs) und beim Staatsministerium (National Department of Land Affairs and Agriculture) Priorität haben. Allerdings hat nicht einmal 20 Prozent der Gemeinde landwirtschaftlich gesehen ein hohes Potenzial.
Große Teile der Bevölkerung sind arbeitslos und das Lohnniveau ist niedrig.

## Sehenswürdigkeiten
- Historische und Kulturerbestätte (Battlefield) bei KwaNdunu
- Chalets, Hütten und Campingmöglichkeiten beim Mbili Dam
- Seltene Felsformationen bei Sinkonkonko
- Naturtourismus bei Wela
- Historische und Kulturerbestätte (Battlefield) bei Msebe
- Historische und Kulturerbestätte bei Dlabe
- Ökotourismus, Natur- und Wildreservat bei Vungama
- Historische und Kulturerbestätte bei Bhanganoma